# Ружин Володимир Михайлович
Володимир Михайлович Ружин (28 липня 1919, Хлистунівка — 26 липня 1946) — радянський військовий льотчик, Герой Радянського Союзу (1945), в роки німецько-радянської війни заступник командира ескадрильї 367-го Червонопрапорного бомбардувального авіаційного полку (188-я бомбардувальна авіаційна дивізія, 15-а повітряна армія, 2-й Прибалтійський фронт), старший лейтенант.

## Біографія
Народився 28 липня 1919 року в селі Хлистунівка (нині Городищенського району Черкаської області) в сім'ї селянина. Українець. Закінчивши 8 класів, працював шахтарем в місті Красний Луч Луганської області на шахті № 16-біс ім. «Известий». Закінчив місцевий аероклуб.
У Червоній Армії з 1938 року. Закінчив Ворошиловградську військову авіаційну школу пілотів у 1941 році. На фронтах радянсько-німецької війни з вересня 1941 року. Воював на Південному, Північно-Кавказькому, Закавказькому та 2-му Прибалтійському фронтах. Був командиром ланки, заступником командира ескадрильї.
25 серпня 1944 року старший лейтенант Ружин отримав наказ знищити техніку та живу силу ворога в одного з населених пунктів на території Латвії. На чолі дев'ятки Пе-2 він піднявся у повітря. У районі цілі група радянських літаків була зустрінута сильним вогнем ворожої зенітної артилерії і атакована дванадцятьма літаками ворога. Не маючи прикриття, радянські бомбардувальники у вмілому маневрі ланки прикрили ведучого кулеметним вогнем, відбили всі атаки і підбили один винищувач. У цьому бою були знищені склад з боєприпасами, п'ять автомашин, придушений вогонь п'яти гармат.
У районі Вецмуйжа (Латвія) ланка бомбардувальників Ружина знищила чотири ворожі склади з боєприпасами і шість автомашин. Вже над ціллю бомбардування літак Ружина осколками снарядів був сильно пошкоджений, виведений з ладу лівий двигун. Дуже добре володіючи технікою пілотування, Ружин привів машину на свій аеродром.
27 грудня 1944 року група старшого лейтенанта Ружина знищила ще три артилерійські батареї, два доти і десять автомашин.
До січня 1945 року старший лейтенант Ружин здійснив 202 бойових вильоти, в тому числі 32 вночі, завдав противникові значні втрати в живій силі і техніці. Групи, які він очолював, було знищили 10 літаків, 33 танка і самохідні гармати, 43 залізничних вагона і паровоз, 96 гармат польової артилерії, дев'ять мінометів, 76 візків з вантажами та боєприпасами, 11 складів противника.
Указом Президії Верховної Ради СРСР від 18 серпня 1945 року за зразкове виконання завдань командування і проявлені при цьому мужність і героїзм, старшому лейтенанту Ружину Володимиру Михайловичу присвоєно звання Героя Радянського Союзу з врученням ордена Леніна і медалі «Золота Зірка» (№ 8600).
26 липня 1946 року загинув в авіаційній катастрофі. Похований у місті Болнісі (Грузія).

## Нагороди, пам'ять
Нагороджений орденом Леніна, двома орденами Червоного Прапора, орденом Червоної Зірки, медалями.
У рідному селі ім'ям Героя названа вулиця.